# Daniel Marsicano
Daniel «Pistola» Marsicano (19 de febrero de 1934, Italia – 10 de agosto de 2012, Montevideo) fue un militante social uruguayo, expresidente del Club Atlético Progreso, muy vinculado al fútbol, al carnaval y al barrio La Teja. Declarado ciudadano ilustre de la ciudad de Montevideo.

## Biografía
Nacido en Italia y llegado a la capital uruguaya con 8 años escondido en un barco, consiguió trabajo y un lugar para dormir en un almacén de ultramarinos de la Ciudad Vieja. Al poco tiempo, apartado de su trabajo y sin lugar a dónde ir, comenzó a vivir en la indigencia, trabajando primeramente de lustrabotas y luego de canillita, tiempo en el que ganó su apodo de «Pistola».

### Activismo social
Fue fundador e integrante del primer Secretariado de la Convención Nacional de Trabajadores junto a José D'Elía.
En setiembre del 1983, mientras se desempeñaba como cantinero del Club Atlético Progreso, junto a Tabaré Vázquez (dos veces presidente de Uruguay), en ese entonces presidente del club, fundaron un comedor para la zona, luego de notar la creciente población de niños que se acercaban a la cantina a mendigar comida. Para obtener los primeros fondos para el proyecto se realizó un espectáculo artístico solidario en el cual participaron, entre otros, figuras como Alfredo Zitarrosa y Daniel Viglietti.
Con dinero prestado y algunas dificultades, el 1º de marzo de 1958 fundó junto a un grupo de muchachos el Club Arbolito en el barrio La Teja, el cual en el futuro pasaría de ser un sitio en donde se reunían amigos y se realizaban pequeños eventos, a ser un complejo importante en el barrio, en el cual también funcionan una policlínica y un gimnasio deportivo.

### Carnaval
En el año 1980 junto a José Morgade, Antonio Zenardo y Juan C. Álvarez participa en el carnaval uruguayo, en la primera generación de la murga La Reina de la Teja, la cual durante algún tiempo se reunió en el Club Arbolito. Durante su participación en la murga creó el conocido «Saludo a los barrios».

### Fútbol
Inicialmente se desempeñó como funcionario en la cantina del Club Atlético Progreso, del cual posteriormente llegó a ser presidente.
En el año 1987 cuando la Copa América en Argentina, fue como delegado de la Selección Uruguaya de Fútbol. Su relación con los jugadores era tal que era frecuente verlo asistir a los entrenamientos, y los mismos le ayudaban en sus obras sociales.
Desde el año 1990 acompañó a la selección junto al entrenador Óscar Washington Tabárez.

### Muerte
Habiendo sufrido a lo largo de su vida cinco infartos y con la salud deteriorada acorde a sus 78 años, el 10 de agosto de 2012 el «Pistola» Marsicano falleció en el hogar del barrio Buceo en el que residía desde algún tiempo.
El día de su fallecimiento, el Club Atlético Progreso al cual estaba fuertemente vinculado emitió un comunicado:

«Hace algunos minutos falleció Daniel “Pistola” Marsicano, una institución dentro Progreso, dentro el barrio y dentro de todo el Uruguay.
Sin dudas su fallecimiento nos entristece a todos, el sólo hecho de pensar de que [sic] no lo veremos más en el Parque Paladino, en el Arbolito, o en tantos lados siempre con una sonrisa, una voz de aliento y esperanza y trabajando por todas y cada una de las instituciones del barrio, nos deja perplejos.»

El futbolista uruguayo Diego Forlán le dedicó unas palabras en su perfil de Twitter:

«Falleció Daniel “Pistola” Marsicano, gran amigo y muy querido por todo el fútbol. Mi abrazo a la familia y amigos. #QEPD»

## Homenajes y reconocimientos
El 14 de diciembre de 2011 en la ciudad de Montevideo, a cargo de la Junta Departamental se realizó un acto de homenaje por su trabajo social al «Pistola» Marsicano, contando con la presencia de las autoridades de la institución, referentes del fútbol, del carnaval y público en general. En el mismo el presidente de la Junta informó la intención de declarar a Marsicano como ciudadano ilustre de la ciudad, reconocimiento que le fue otorgado poco tiempo después.
En reconocimiento por su relevancia en el fútbol uruguayo, el complejo deportivo del Club Atlético Torque lleva su nombre.
El murguista uruguayo Tabaré Cardozo le dedicó una canción, titulada El Pistola Marciscano.
El grupo de parodistas Nazarenos cuenta su vida en el espectáculo correspondiente al concurso de carnaval 2017, tomando como eje para la misma a Tabaré Cardozo consultando al Pistola sobre diversos aspectos de su historia para poder escribir la canción arriba citada.